# Човек Птица
Човек Птица или Неочекивана врлина незнања (енгл. Birdman or the Unexpected Virtue of Ignorance), или једноставно Човек Птица (енгл. Birdman), амерички је црнохумористичко-драмски филм из 2014. године, режисера, сценаристе и продуцента Алехандра Гонзалеза Ињаритуа. Насловну улогу у филму тумачи Мајкл Китон као некада познати холивудски глумац Риган Томсон који се прославио улогом суперхероја Човека Птице. Након година испуњених неуспесима у пословном и приватном животу, Томсон ради на бродвејској адаптацији комада Рејмонда Карвера у нади да ће на тај начин повратити поштовање јавности. Споредне улоге у филму тумаче Едвард Нортон, Ема Стоун, Наоми Вотс, Зак Галифанакис, Ејми Рајан и Андреа Рајзборо.
Уз један кратак изузетак, филм изгледа као да је снимљен у једном континуираном кадру, што је идеја коју је Ињариту имао од концепције филма. Директор фотографије Емануел Лубецки веровао је да време снимања потребно за један дуг кадар није могло да се постигне са старијом технологијом. Филм је снимљен у Њујорку током пролећа 2013. са буџетом од око 18 милиона долара, који су заједнички финансирали Fox Searchlight Pictures, Regency Enterprises и Worldview Entertainment. Премијерно је приказан на 71. Међународном филмском фестивалу у Венецији 27. августа 2014. године.
Човек Птица наишао је на позитивне реакције критичара и нашао се на листама најбољих филмова 2014. године по избору преко 100 критичара и познатих филмских организација попут Америчког филмског института и Националног одбора за рецензију филмова. Такође је био номинован за 9 Оскара, од којих је освојио 4 и то за Најбољи филм, најбољу режију, најбољи оригинални сценарио и најбољу фотографију; за 7 Златних глобуса, од којих је освојио 2 (најбоља глумац у комедији или мјузиклу и најбољи сценарио).

## Радња
Риган Томсон (Мајкл Китон) је бивши славни холивудски глумац познат по улози суперјунака Човека Птице у хит-филмовима пре много деценија. Ригану се причињава глас Човека Птице, који га критикује, и онда види себе у стању левитације и телекинезе. Риган се нада да ће поново покренути своју каријеру писањем, режијом, и глумом у бродвејској адаптацији кратке приче Рејмонда Карвера „Шта говоримо кад говоримо о љубави”. Продуцент представе је Риганов најбољи пријатељ и адвокат Џејк (Зак Галифанакис), док улоге тумаче Риганова девојка Лора (Андреа Рајзборо) и по први пут на Бродвеју глумица Лесли (Наоми Вотс). Риганова ћерка Сем (Ема Стоун), бивша зависница од дроге, служи као његова асистенткиња.
Током пробе, осветљење пада на Ралфа; глумца за којег и Риган и Џејк мисле да је очајан. Риган касније каже Џејку да је он наместио да светло падне како би могао да замени Ралфа. Користећи познанство са Лесли, Риган замењује Ралфа са сјајним, али нестабилним глумцем Мајком Шајнером (Едвард Нортон), затим рефинансира своју кућу како би обезбедио новац за уговор. Прве оцене критике су биле катастрофалне: Мајк изгледа изгубљен када му је џин замењен са водом и покушава да силује Лесли током једне сексуалне сцене. Риган чита чланке из новина и са љутњом изјављује да је Мајк привукао највећу пажњу, али Џејк га охрабрује да настави даље. Када Риган хвата Сем док је пушила марихуану, она му каже да ништа није важно и да је његова представа узалудан пројекат.
Иза позорнице током завршних сцена, Риган види како Сем и Мајк флертују. Он се случајно закључава у позоришту и после сплета несрећних ситуација хода у свом доњем вешу кроз Тајмс Сквер како би се вратио назад унутра; међутим, његова популарност на интернету доживљава праву експлозију. Након тога, сусреће се са утицајном критичарком Табитом Дикинсон (Линдси Данкан), која му говори да мрзи Холивуд и славне особе, које се само „претварају” да су глумци, и обећава да ће „растурити” његову представу са негативном оценом. Риган се напија и пада у несвест на улици. Сутрадан, он халуцинира разговор са Човеком Птицом, који покушава да га убеди да направи још један филм о њему, и онда види себе како лети кроз Њујорк назад до позоришта.
Током премијере представе, Риган користи прави пиштољ у завршној сцени у којој његов лик убија себе. Он пуца и разноси себи нос на сцени и тако зарађује овације од све публике, само не од Табите, која излази за време аплауза. У болници, Џејк говори Ригану да је Табита дала одличну оцену за представу. Након што је Сем посетила Ригана, он се одриче Човека Птице и пење се на прозор; када се Сем враћа, Ригана већ нема. Она гледа доле на улицу, затим у небо, и онда се осмехује.

## Улоге
| Глумац          | Улога                      |
| --------------- | -------------------------- |
| Мајкл Китон     | Риган Томсон / Човек Птица |
| Едвард Нортон   | Мајк Шајнер                |
| Ема Стоун       | Сем Томсон                 |
| Наоми Вотс      | Лесли                      |
| Зак Галифанакис | Џејк                       |
| Андреа Рајзборо | Лора                       |
| Ејми Рајан      | Силвија Томсон             |
| Линдси Данкан   | Табита Дикинсон            |
| Мерит Вивер     | Ени                        |
| Џереми Шамос    | Ралф                       |
| Френк Ридли     | Рот                        |
| Дејмијан Јанг   | Габријел                   |

## Продукција

### Концепт и идеја
Ињариту је желео да на комичан начин прикаже драму пошто је желео промене; сви његови претходни филмови су били драме, а након режирања депресивног филма Прелепо, није желео опет да трагично приступи теми. Избор да филм изгледа као један снимак је због његовог схватања да „живимо наше животе без дорађивања”. Како би поделио идеју за свој филм, Ињариту је телефонирао аргентинске писце и редитеље Арманда Боа и Николаса Ђакобонеа, као и драмског писца Александера Динелариса, који су с њим радили на његовом претходном филму. Сценаристи су били забринути због једнокадарске природе филма и њихова прва реакција је била да му кажу да филм неће успети. Они нису били једини људи који су били против те идеје, многи су му рекли да чак и не почиње овакав пројекат, јер како је и Ињариту сам то описао, било је суицидално; не знајући да ли ће таква техника бити успешна. Динеларис је касније изјавио да је истински размотрио ту идеју и да је хтео да одврати Ињаритуа од тога. Без обзира на све, снимање је почело. Са Ињаритуом у Лос Анђелесу, Ђакобонеом и Боом у Буенос Ајресу и Динеларисом у Њујорку, сценарио је углавном урађен преко Скајп позива и преко мејлова. Испоставило се да то и није тако лоша идеја; Динеларис је рекао да су најбољи делови сценарија проистекли из Скајп сесија у два ујутру, где су он и Ђакобоне смишљали идеје.